# بلدة بياوغراند (ميشيغان)
بياوغراند (بالإنجليزية: Beaugrand Township, Michigan)‏ هي بلدة تقع بولاية ميشيغان في الولايات المتحدة. تبلغ مساحتها 61.9 (كم²)، وترتفع عن سطح البحر 201 م، بلغ عدد سكانها 1157 نسمة في عام تعداد الولايات المتحدة 2000 حسب إحصاء مكتب تعداد الولايات المتحدة وتصل الكثافة السكانية فيها 18.7 نسمة/كم2.

## وصلات خارجية
- The US50 - Cities and Towns in Michigan State
- Michigan Cities and Towns, Facts, Map, Flag, Colleges, Government, and More